# Bernd Odörfer

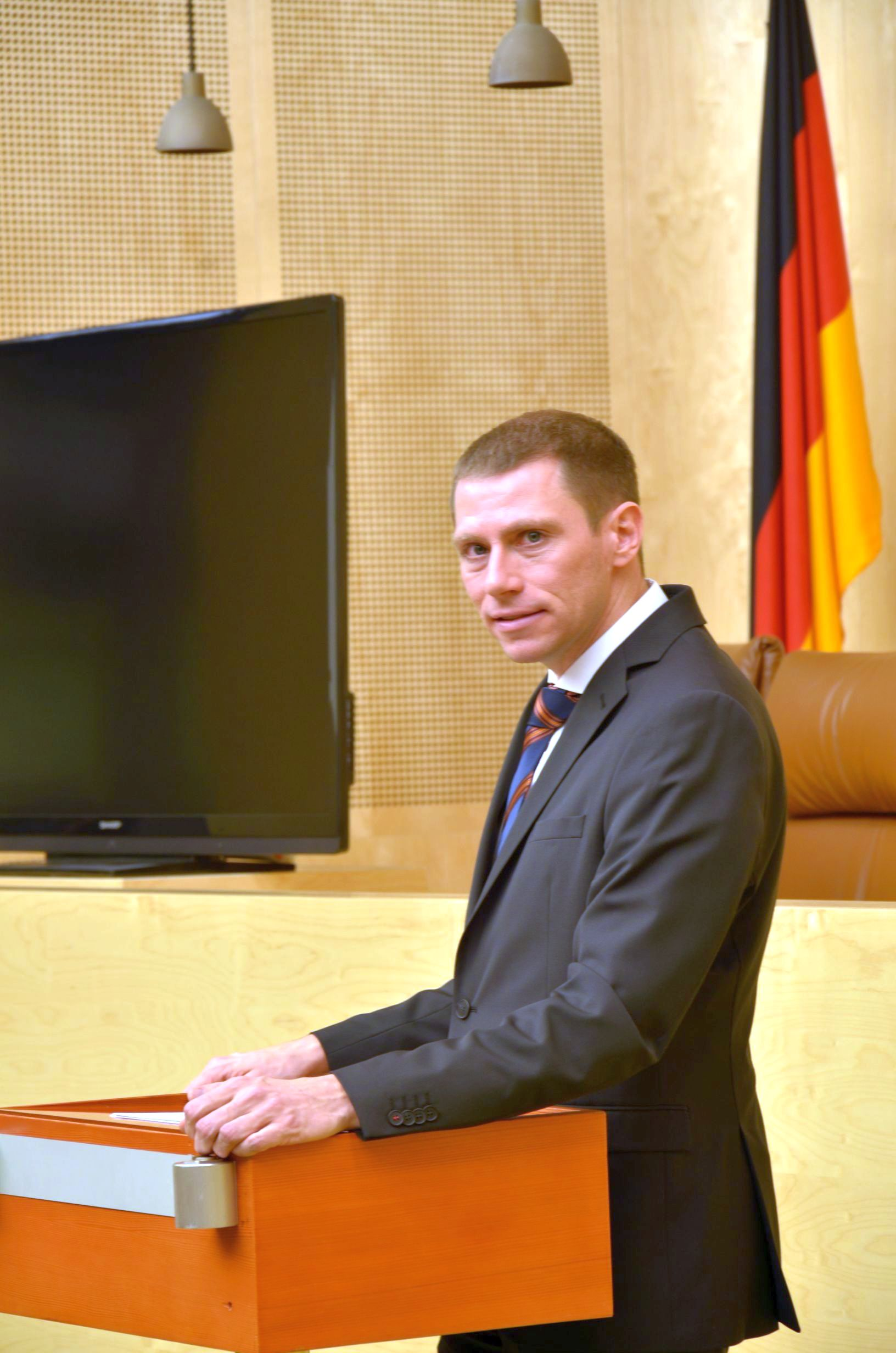
Bernd Odörfer (2013)

Bernd Odörfer (* 24. April 1974 in Nürnberg) ist ein deutscher Jurist. Er ist Leiter der Pressestelle sowie Richter in einem Zivilsenat am Bundesgerichtshof.

## Leben und Wirken
Odörfer studierte Rechtswissenschaften an der Friedrich-Alexander-Universität Erlangen-Nürnberg und leistete sein Rechtsreferendariat am Landgericht Heilbronn ab. Anschließend war er als Rechtsanwalt in einer Stuttgarter Kanzlei tätig, bevor er 2004 in den Höheren Justizdienst des Landes Baden-Württemberg eintrat. Dort war er zunächst als Staatsanwalt bei der Staatsanwaltschaft Stuttgart tätig, bevor er 2006 in das baden-württembergische Justizministerium abgeordnet wurde. Dort wurde er im Februar 2010 zum Regierungsdirektor ernannt und von Oktober 2010 bis Juni 2011 an die Vertretung des Landes Baden-Württemberg beim Bund in Berlin abgeordnet. Im Mai 2011 wechselte er unter Umbenennung zum Richter am Landgericht an das Landgericht Stuttgart. Von August 2011 bis Januar 2012 war Odörfer an das Oberlandesgericht Stuttgart abgeordnet. Bereits im September 2012 folgte eine erneute Abordnung als wissenschaftlicher Mitarbeiter an das Bundesverfassungsgericht, wo er gleichzeitig Pressesprecher war. Im Dezember 2012 wurde er zum Richter am Oberlandesgericht befördert und wurde an das Oberlandesgericht Stuttgart versetzt, wo er ebenfalls als Pressesprecher tätig war. Ab September 2017 war Odörfer Direktor des Amtsgerichts Stuttgart-Bad Cannstatt.
Im März 2019 wurde Odörfer zum Richter am Bundesgerichtshof gewählt. Er trat seine Stellung zum Oktober 2019 an und wurde dem vor allem für Streitigkeiten aus dem gewerblichen Rechtsschutz und dem Urheberrecht zuständigen I. Zivilsenat zugewiesen. Seit Anfang 2025 übernimmt Odörfer die Leitung der Pressestelle am Bundesgerichtshof.